# Federale Participatie- en Investeringsmaatschappij
De Federale Participatie- en Investeringsmaatschappij (Frans: Société Fédérale de Participations et d'Investissement), afgekort FPIM (Frans: SFPI), is een naamloze vennootschap van openbaar nut waarvan het kapitaal volledig in handen is van de Belgische Staat.

## Activiteiten
De Federale Participatie- en Investeringsmaatschappij ontstond in 2006 na de fusie van de Federale Investeringsmaatschappij en de Federale Participatiemaatschappij, beide opvolgers van de in 1994 geprivatiseerde Nationale Investeringsmaatschappij. Het belangrijkste doel is de coördinatie van de investeringspolitiek van de Belgische Staat en de versterking ervan door een proactief beleid.
De FPIM treedt op als een investeringsmaatschappij en treedt ook op als holding van de overheid. De investeringen als openbare holding werden ofwel genomen in overleg met de overheid ofwel hield de overheid zelf de betrokken participatie aan en bracht ze die nadien in bij de FPIM. Daarnaast kan de FPIM participaties nemen in bedrijven op uitdrukkelijke aanvraag en mits financiering vanwege de federale overheid. Het gaat hier om gedelegeerde opdrachten waarbij de financiering van deze investeringen, de eraan verbonden risico’s en opbrengsten voor rekening van de overheid zijn.
Per jaareinde 2013 bedroeg de totale portefeuille van de FPIM met eigen fondsen 1,25 miljard euro en haar balanstotaal was 1,96 miljard euro. Daarnaast oefent FPIM nog opdrachten uit voor rekening van de Belgische Staat met een totale waarde van 15,79 miljard euro.

## Participaties
De particpaties van de FPMI kunnen in drie groepen opgedeeld worden.

### FPIM als Investeringsmaatschappij
De FPIM is de investeringsmaatschappij die een groot belang hecht aan maatschappelijk verantwoorde projecten, waar een optimale combinatie tussen rendabiliteit en maatschappelijke relevantie gezocht wordt.
- Comet (behandeling van afval)
- Fidentia Green Buildings
- Fluxys
- Nanocyl (Belgium) (Q30284886) (nanotubes)
- Société wallonne des eaux
- Umicore
- Vesalius Biocapital I (investeringsfonds-medische innovaties)

### FPIM alsholdingmaatschappij
De FPIM participeert in bedrijven waarmee de Belgische Staat een bijzondere band heeft of die van strategisch belang zijn of die betrekking hebben op geprivatiseerde overheidsbedrijven.
- bpost
- Brussels Airport Company
- China Belgium Direct Equity Investment Fund
- Omroepgebouw Flagey
- Nationale Loterij
- SN Airholding / Brussels Airlines
- Square (tot 2009 "Congrespaleis"

### FPIM als mandataris van de overheid
De Belgische overheid draagt aan de FPIM op om de investering te verwezenlijken en draagt de overheid de eraan verbonden lasten. De FPIM voert het beleid in deze vennootschappen uit op uitdrukkelijk initiatief van de overheid.
- A.S.T.R.I.D.
- Belfius
- BNP Paribas
- Dexia
- Ethias Finance, thans Vitrufin

## Enkele voormalige participaties

### Fortis Bank
Deze anders - bij het brede publiek - minder bekende maatschappij kwam eind 2008 veelvuldig in het nieuws, naar aanleiding van de bankencrisis. Onderwerp was de strijd rond de verkoop van de Fortis Bank. Uiteindelijk werd in 2009 BNP Paribas voor 74,93% eigenaar, FPIM behield 25%. De resterende 0,07% zijn in handen van particuliere beleggers. Het belang in Fortis betrof een gedelegeerde opdracht. FPIM verkocht op 13 november 2013 haar belang aan de Franse bankgroep BNP Paribas voor 3,25 miljard euro.

### Belfius
In de nasleep van de financiële crisis, komt Dexia in 2011 in de problemen. Dexia Bank België wordt overgenomen door de Belgische overheid (via de FPIM) voor 4 miljard euro.

## Bestuur
| Periode      | Voorzitter        |
| ------------ | ----------------- |
| 2006 - 2013  | Robert Tollet     |
| 2013 - 2016  | Laurence Bovy     |
| 2016 - 2018  | Laurence Glautier |
| 2018 - 2022  | Pascal Lizin      |
| 2022 - heden | Laurence Bovy     |

| Periode      | CEO          |
| ------------ | ------------ |
| 2006 - heden | Koen Van Loo |